# Giuseppe Marullo

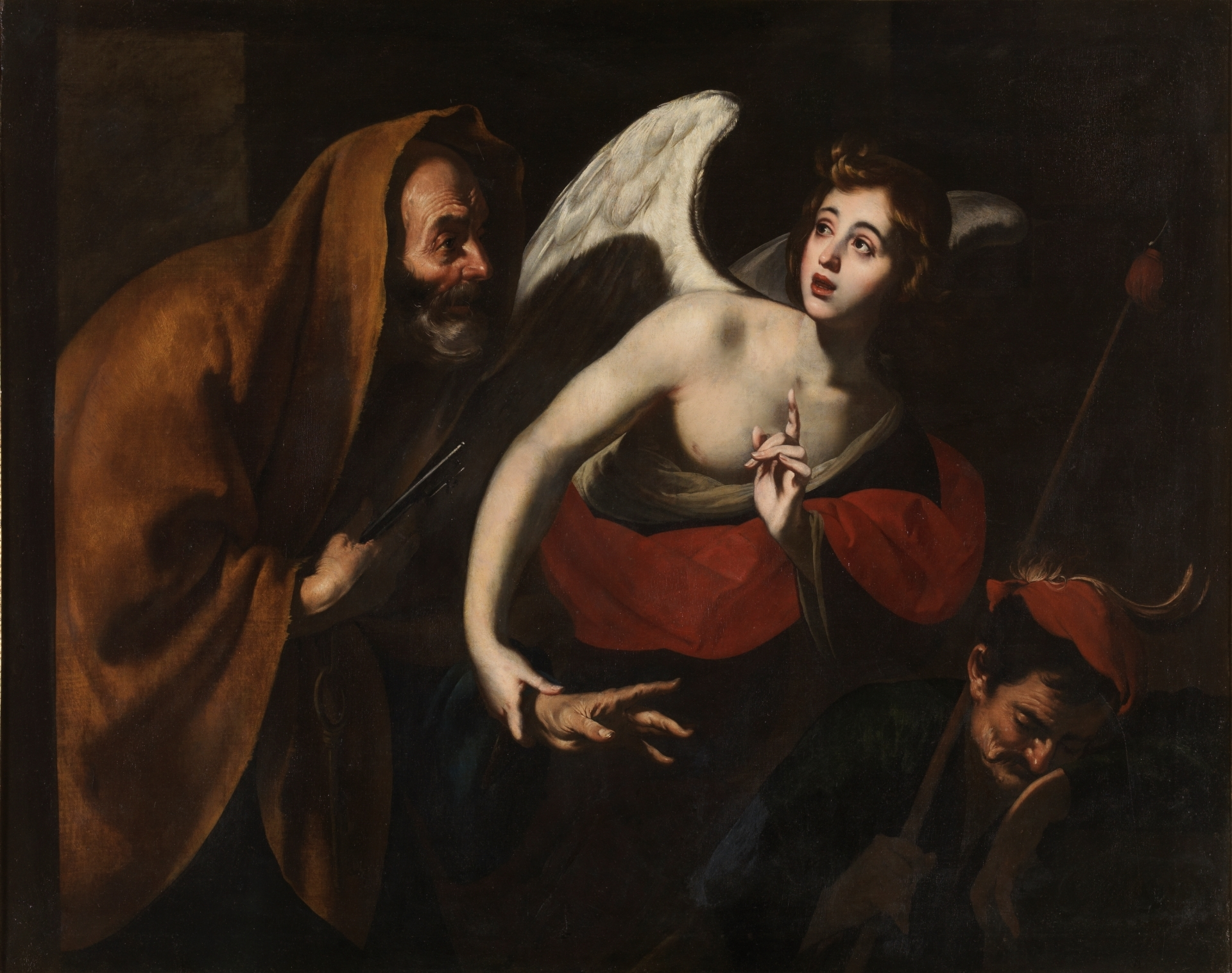
Saint Pierre délivré par l'ange (musée du Prado.

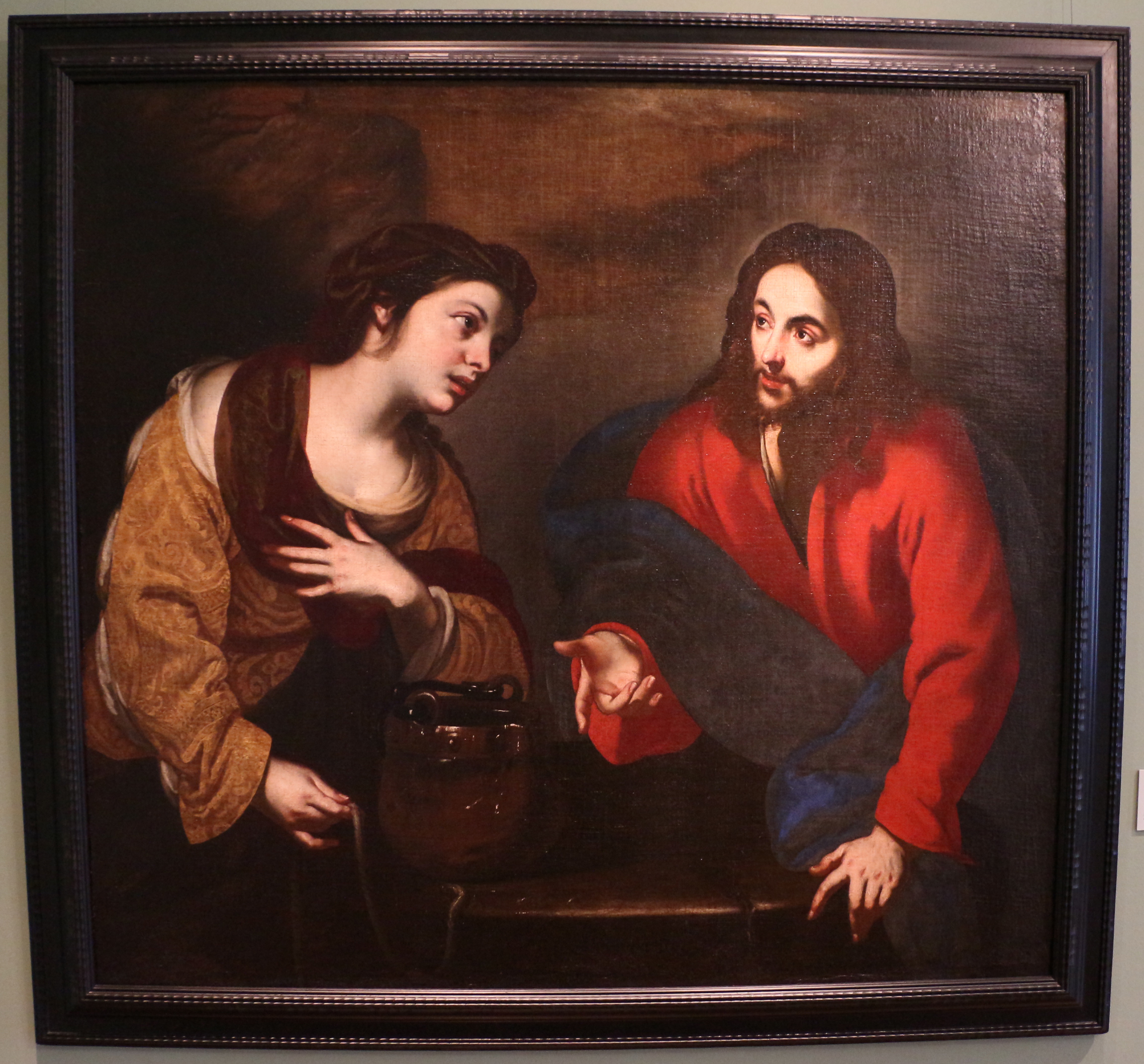
Jésus et la Samaritaine (vers 1650, musée Sinebrychoff).

Giuseppe Marullo (mort en 1685 à Naples) est un peintre baroque italien, qui fut actif autour de sa ville natale d'Orta di Atella.
C'est un élève de Massimo Stanzione. Selon le biographe Dominici, Marullo meurt en 1685, « povero e senza amici » (pauvre et sans amis). 
Il est l'auteur de Saint Pierre délivré par l'ange (1630–1640), conservé au musée du Prado de Madrid, de Jésus et la Samaritaine (vers 1650), conservé au musée Sinebrychoff d'Helsinki. L'église des Girolamini de Naples conserve un Père éternel avec sainte Anne et saint Joachim.

## Quelques œuvres
- Saint Pierre délivré par un ange (1630-1640, musée du Prado, Madrid)
- Vierge à l'Enfant entre Sainte Marie l'Égyptienne et sainte Marie-Madeleine (1631, église des Pénitentes de Castrovillari, Calabre)[3].
- La Sainte Famille avec sainte Anne et deux saints martyrs bénédictins (1633, Santi Severino e Sossio, Naples)
- La Pentecôte (1633, Santi Severino e Sossio, Naples)
- La Conversion de saint Paul (1634, basilique San Paolo Maggiore, Naples)
- La Conversion de saint Paul (1634, Santa Sofia, Gugliano), réplique avec variantes de la précédente.
- Suzanne et les vieillards (1635, collection particulière, Naples)
- Saint Jean-Baptiste (1635, collection particulière, Naples)
- La Vierge de Constantinople avec sainte Claire et saint Jean-Baptiste (1637, San Francesco, Matera)
- Notre-Dame du Rosaire (vers 1637, collection particulière, Pouilles)
- La Vierge en gloire avec l'Enfant Jésus (1638, collection particulière)
- Saint Jean-Baptiste (1639, église Santa Maria della Consolazione a Villanova, Naples)
- Saint Augustin (1639, église Santa Maria della Consolazione a Villanova, Naples)
- La Sainte Famille (vers 1640, Cappella Palmieri, San Lorenzo, Naples)
- la Rencontre de Jacob et Rachel (1644, collection Luongo, Rome)
- L'Ébriété de Noé (1644, musée de Marseille)
- Tête de martyr sur un plateau (1647, collection particulière), ainsi qu'un portrait d'un cadavre de Masaniello.
- La Pêche miraculeuse (vers 1650, musée de Capoue)
- La Chute de Lucifer (San Michele, Portalba)
- La Vierge de la Grâce avec les âmes du Purgatoire (basilique Santa Chiara, Naples)
- Vierge à l'Enfant avec sainte Anne (collection Ruggi d'Aragona)
- L'Assomption de la Vierge (vers 1650, basilique San Giacomo Maggiore, Naples)
- Le Dîner d'Emmaüs (1651, museo Correale, Sorrente)
- L'Immaculée Conception (1659, Sant'Anna, Sessa Aurunca)
- L'Immaculée Conception (1660, cathédrale de Castellammare di Stabia)
- L'Ébriété de Noé (1660, autrefois à la collection Baratti, Naples)
- L'Extase de saint Antoine de Padoue (1660, Santa Maria La Nuova, Terlizzi)
- Histoires d'Agar et d'Ismaël et de Loth et ses filles (1663, Gesù Vecchio, Naples)
- La Libération de saint Pierre (1664, Museo dell'Opera dell'Istituto Suor Orsola Benincasa, Naples)
- Vierge à l'Enfant entre saint Gaëtan et saint André Avelin (1667, autrefois à l'église Santa Maria della Sapienza, Naples)
- La Sainte Famille (1667, Santi Cosma e Damiano, Secondigliano)
- L'Immaculée Conception avec des saints (1667, Santi Cosma e Damiano, Secondigliano)
- La Rencontre de Jacob et Rachel (1678, collection particulière, Naples)
- La Fuite en Égypte (collection particulière)
- Jacob et les filles de Jéthro (collection particulière)
- La Charité (collection particulière)
- Jésus et la Samaritaine (collection particulière, Monaco)
- Le Mariage mystique de sainte Catherine (collection particulière)
- L'Annonciation (basilique San Paolo Maggiore, Naples)
- La Vierge avec saint Blaise et saint Janvier (église Santa Maria Ognibene, Naples)
- Saint Michel (église San Michele, Naples)

## Galerie

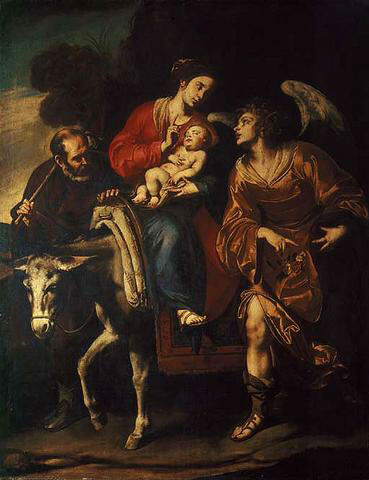
La Fuite en Égypte, coll. part.
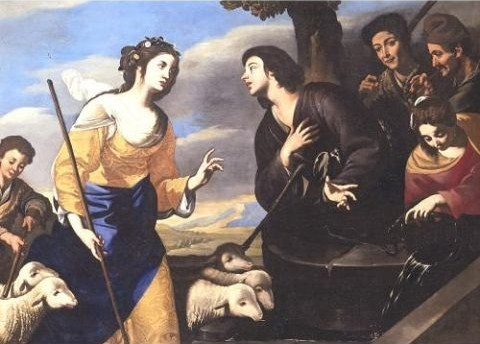
Jacob et les filles de Jéthro, coll. part.
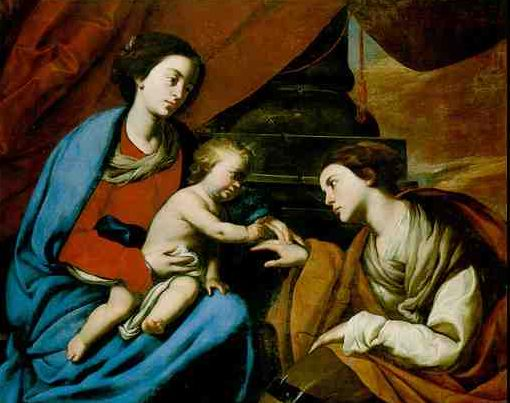
Le Mariage mystique de sainte Catherine, coll. part.
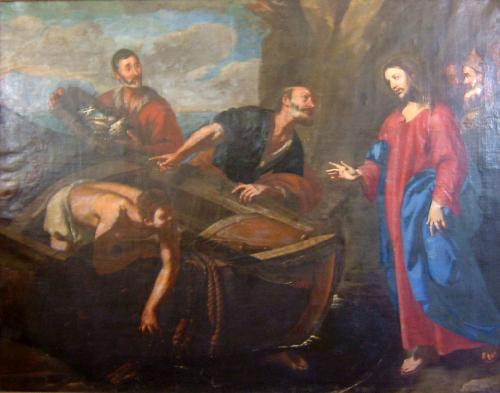
La Pêche miraculeuse, musée de Capoue
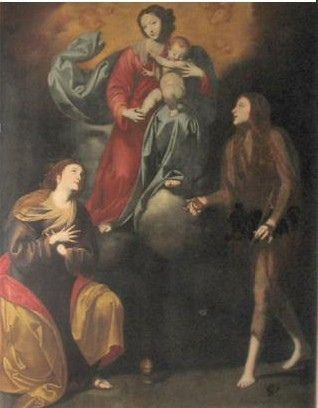
Vierge à l'Enfant entre sainte Marie l'Égyptienne et sainte Marie-Madeleine, église des Pénitentes de Castrovillari